# Curling

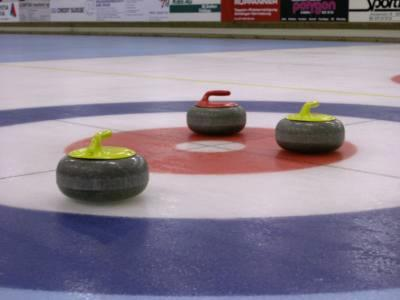
A célmező, a „ház”

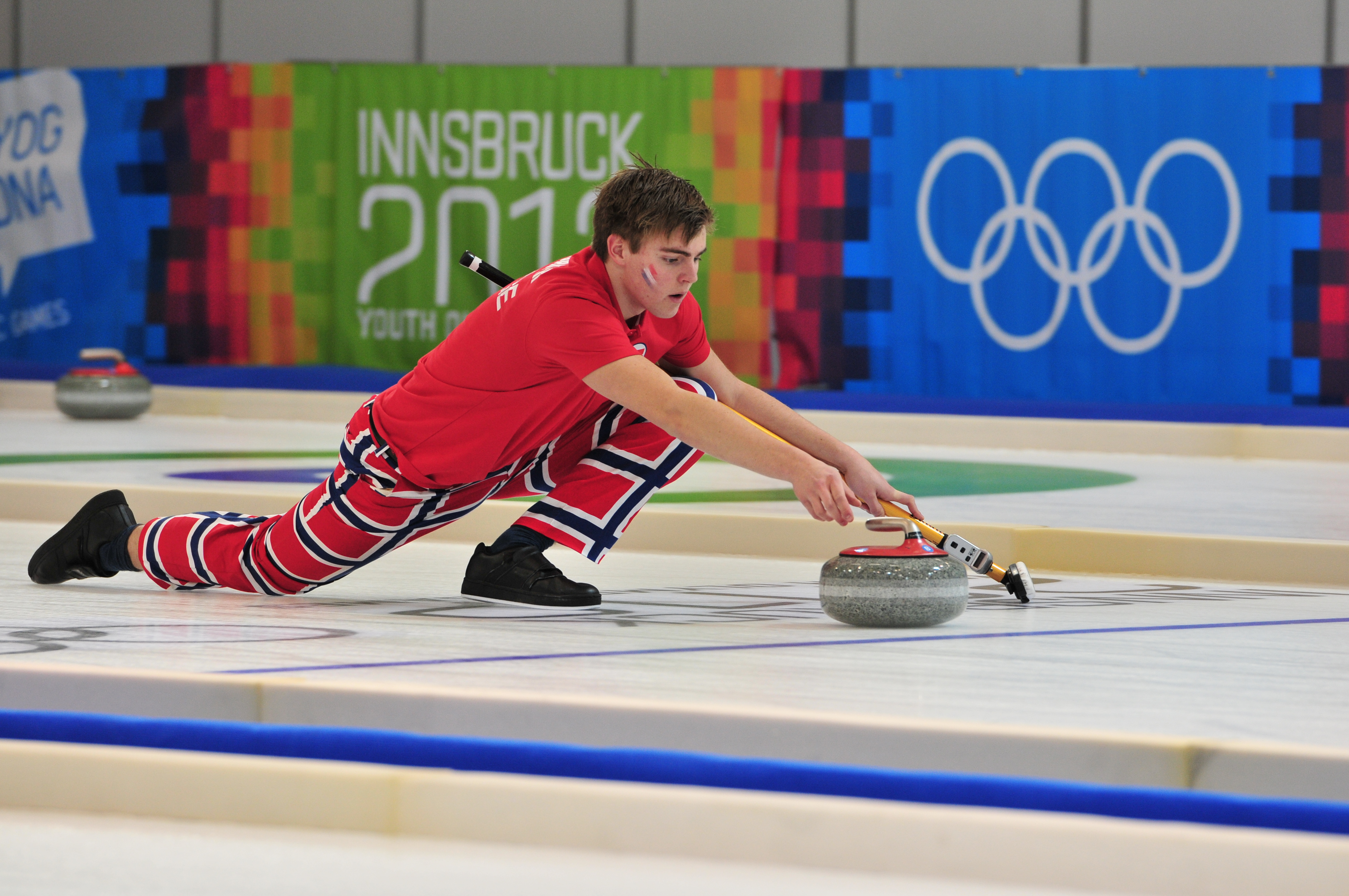

A curling a téli olimpia programjában szereplő csapatjáték, a téli sportok egyike.
A játékot két csapat játssza, mindkét csapat nyolc-nyolc követ csúsztathat a jégpályán egy kijelölt kör alakú mezőbe. Az a csapat nyer, amelynek kövei a játékrészek végén a legközelebb esnek a kijelölt kör középpontjához.
A játékosok egy része a követ csúsztatja, míg mások seprűvel irányítják annak sebességét és haladási irányát, befolyásolva ezzel a kő mozgását. A seprés csökkenti a jég felületének ellenállását, így a kő messzebbre és pontosabban haladhat.A curling csapatmunkára épülő sport, ahol a kommunikáció és az együttműködés kulcsfontosságú. A mérkőzések nyugodt, sportszerű légkörben zajlanak, és a játékosok nagy hangsúlyt fektetnek a szabályok betartására és az ellenfél tiszteletére.
Bár a curling elsősorban Kanadában, Skóciában és a skandináv országokban népszerű, az utóbbi években egyre több országban, köztük Magyarországon is egyre nagyobb figyelmet kap. A sport minden korosztály számára elérhető, akár hobbi, akár versenyszinten.

## Elnevezése
A sportág magyar elnevezésére több kísérlet is történt már, de a felmerült elnevezések (pl. csúszókorong, jégteke) egyike sem tűnik megfelelőnek, a játéknak ugyanis elég kevés köze van a tekéhez, a csúszókorong pedig más, bár némileg hasonló, általában nem jégen űzött sportágat jelöl. Egyelőre marad a curling elnevezés, hazai sportszövetsége az 1989-ben megalakult Magyar Curling Szövetség, nemzetközi szövetsége a World Curling Federation (WCF).

## Szabályai

### Pálya

CL: Centreline • HOL: Hogline • TL: Teeline • BL: Backline • HA: Hackline + Hacks • FGZ: Free Guard Zone

A curlingpálya hosszúsága 45,720 m (150 láb), szélessége maximum 5 méter (16 láb és 5 hüvelyk) lehet. A két végén elhelyezkedő ház külső gyűrűjének sugarai 1,829 m/1,219 m, belső gyűrűjének sugarai 0,610 m/0,152 m. A belső gyűrű neve tee, a közepe a button. A ház középpontja a pálya végétől 4,88 m-re van, a lábtartó, ahonnan a sportoló elrugaszkodik, a végétől 1,22 m-re van. A pályán keresztben három vonal helyezkedik el: a tee-vonal a kör középpontján megy át, a back-line a ház (a kör) érintője a pálya vége felé eső részen, a harmadik a hog-line, az a vonal, ahol a csúsztató játékosnak el kell engednie a korongot.
A pálya általában fedett (ez nemzetközi versenyeken kívánalom), készítéséhez desztillált vizet használnak. Felülete enyhén érdes, piciny domború kiemelkedések vannak rajta. Ennek oka az, hogy a teljesen sima jégen túlságosan tapadna a korong, és irányítása is nehézkesebb lenne. A kis dudorokat úgy érik el, hogy a játék előtt és az ötödik end után kézi permetezőből langyos desztillált vízködöt permeteznek a felületére.
A curlingjátékosok cipőjük talpán csúszásgátló és csúszást segítő réteget viselnek. A csúszó láb talpa általában teflonbevonatú műanyag (slider), a hajtó lábé jégen tapadó gumianyag. A kő egy skót szigetről, Ailsa Craigről származó gránit. Átmérője 30 cm, magassága 12 cm és 19,1 kg tömegű. Közepébe lyukat fúrnak a fogantyú számára. A söprű általában szintetikus anyagú, de készülhet pamutból, műanyaghabból, textilből stb.

### Mérkőzés

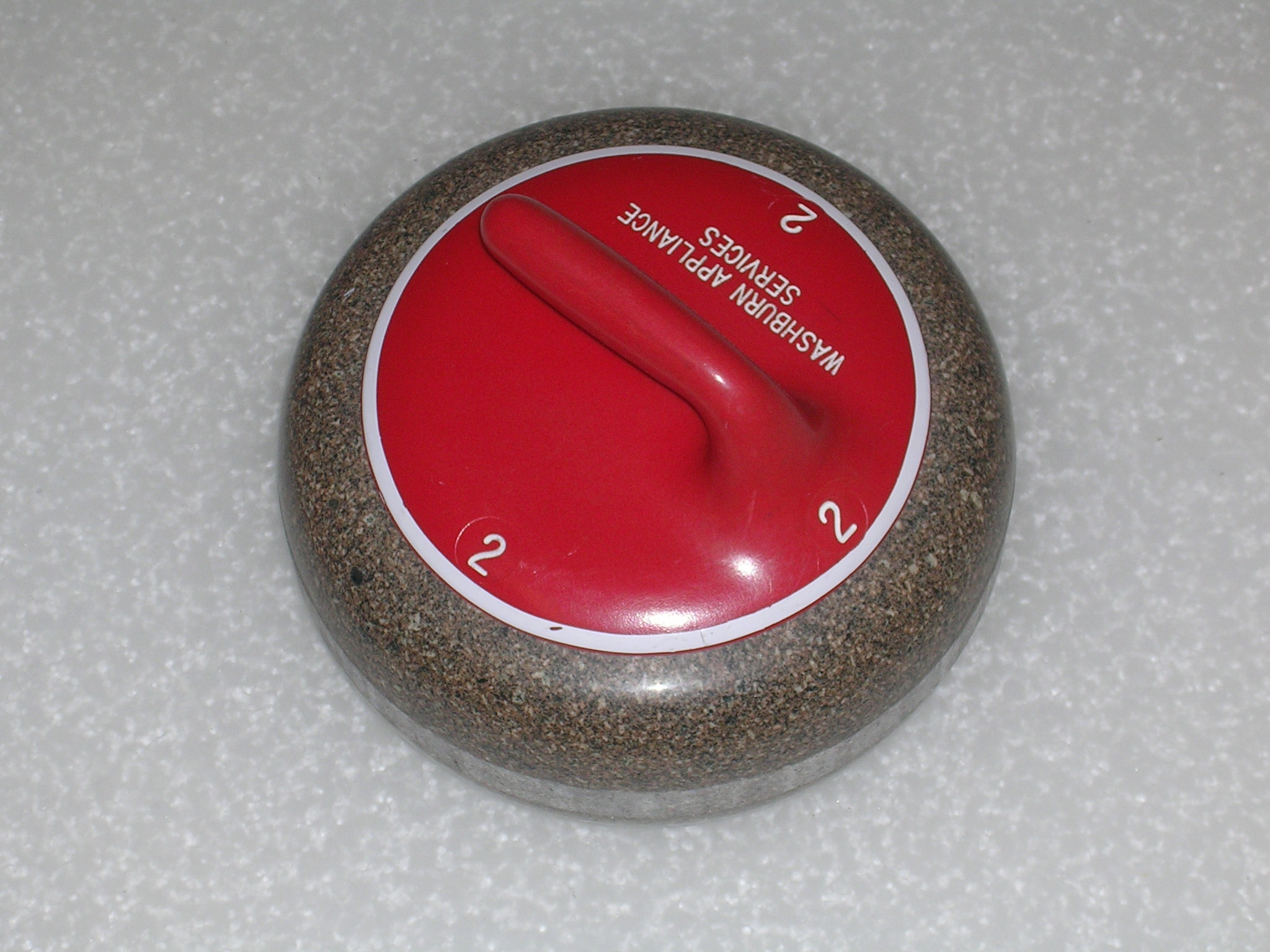
Curlingkő

Egy mérkőzés tíz endből (magyarul játékrészből) állhat. Csapatonként 38-38 perc gondolkodási idő áll rendelkezésre, ami azt jelenti, hogy az adott csapat ideje akkor megy, amikor megkezdik a felkészülést a dobásra és az ellenfél köve már nem mozog. Amikor a kő mozgásban van, az idő áll. (korábban csapatonként „bruttó” 73-73 perc állt rendelkezésre, de ezt módosították) Döntetlen esetén hosszabbítás (extra end) következik, ahol csapatonként további 4,5 perc gondolkodási idő van. Mindkét csapatnak két, 60 másodperces időkérési lehetősége van egy 10 endből álló mérkőzésen. Ha az egyik csapat jelentős különbséggel vezet, előfordulhat, hogy hamarabb kezet nyújt az ellenfélnek, így a meccs nem tart tíz endig - hat játékrészt viszont mindenképpen le kell játszani, eredménytől függetlenül.
Egy end 8–8 kő csúsztatásából áll. Az end győztese az a csapat, amelynek köve(i) a célterület középpontjához a legközelebb van(nak) az end végén. A csapat annyi pontot kap, ahány korong van közelebb a középponthoz, mint az ellenfél legközelebbi köve. Minden end végén térfélcsere következik, aminek az a praktikus oka, hogy a köveket nem kell minden alkalommal „visszaköltöztetni” a kiindulási helyre.
Minden endet az előző kör nyertese kezdi, a vesztesé az új endben a „hammer” (kalapács), azaz ők a kedvezményezettek, mert ők csúsztathatják az utolsó követ. Ha egy end döntetlenül végződik (0–0, vagyis egyetlen kő sincs a célterületen) akkor az előző end kezdési sorrendje marad érvényben.
Az a csapat győz, amelyik az utolsó end végén több ponttal rendelkezik. Ha az állás döntetlen, a mérkőzést egy extra end lejátszásával döntik el. Az extra endben a csúsztatás sorrendje a szabályok szerinti, vagyis az előző end eredménye határozza meg. A játékidő ilyenkor nullázódik, és minden egyes extra endben a csapatoknak 10–10 perc áll rendelkezésre, valamint egy darab 60 másodperces időkérési lehetősége van.
A két négyfős csapat felváltva csúsztatja köveit a célmező felé, a cél minél több korong elhelyezése a házban. Minden csapattag két-két követ csúsztathat. Vegyes párosban négyet-négyet. A csúszás különböző korrekcióit (gyorsítás, kanyarba irányítás) a többi csapattag söpréssel végezheti, a kőhöz azonban nem érhetnek hozzá. A söpréssel nem is annyira a jég tisztítása a feladat, hanem bizonyos hő biztosítása a jégfelületen, amivel a korong sebességét és irányát lehet befolyásolni. A négy csapattagnak általában kötött helye van a lökések sorában, ezek elnevezése utal arra, mikor kell következniük (1st, 2nd, 3rd, skip). Az első játékos neve lead is lehet, a befejező csapattag pedig általában a csapatkapitány (skip).

### Vegyes páros
Vegyes párosban a csapatot két fő, egy férfi és egy nő alkotja. A csapat részére csak 6 kő áll rendelkezésre, azonban ebből egy-egyet az end kezdete előtt elhelyeznek a középvonalon. Az egyik játékos az első és az utolsó követ, a másik játékos a második, harmadik és negyedik követ csúsztatja. Söprést mindkét csapattag végezhet. A mérkőzés 8 endből áll, mindkét csapatnak 22 perc gondolkodási ideje van. A vegyes páros játék a 2018-as pjongcsangi olimpián - nyolc csapattal - debütál az ötkarikás programban
A tradicionális férfi és női csapatverseny mellett egyre népszerűbb a két férfiból és két nőből álló vegyescsapatok versenye. Ebben a szakágban 2015-ben rendezték az első |világbajnokságot.

## A játék története
A játék eredete nem egyértelmű. Bár Skóciában nemzeti sportnak tartják, valószínűbb, hogy Hollandia a játék hazája. A még nem a mai szabályok szerinti játékot több, mint 450 éve már játszották a Németalföldön. Id. Pieter Bruegel festményen is megörökítette a játékot. Első írásos említése Skóciából származik, 1540-ből, John McQuhin, Paisley közjegyzője tollából.
Az első hivatalos curlingklubot 1838-ban alapították Edinburghban. Neve eredetileg Grand Caledonian Curling Club volt, de 1843-ban Royal Caledonian Curling Clubra változtatták, s végül ez vált a sportág nemzetközi irányító szervezetévé. A sportág 1807-ben jutott el Kanadába, ahol nagyon hamar hallatlan népszerűségre tett szert, még abban az évben klubot alapítottak. Az Egyesült Államok első curlingklubját 1832-ben, Michiganben alapították meg. Az első nemzetközi mérkőzést is utóbbi két ország csapata játszotta 1884-ben. A játék gyorsan továbbterjedt Svédországba, Svájcba, Norvégiába és Új-Zélandra. A sportjáték első szabálykönyvét a Grand Caledonian Curling Clubban alkották meg.
A curling 1924-ben, Chamonix-ben mutatkozott be a téli olimpiai játékokon, első győztese a brit férficsapat volt. Ezt követően, hosszú szünet után, az 1998-as naganói téli olimpián rendezték meg újra (immár a nők számára is), és azóta folyamatosan része a téli olimpiai játékok műsorának.
Az első hivatalos férfi világbajnokságot 1968-ban a kanadai Pointe Claire rendezte meg, az első női világbajnokságra 1979-ig kellett várni, ez a skóciai Perthben jött létre. A korábban más neveken szervezett versenyeket (1959–1967 között Scotch Whisky Cup, 1968–1985 között Air Canada Silver Broom, 1986–1988 között IOC President's Cup, 1989-ben és 1990-ben WCF Championships, a következő két évben Safeway World Curling Championship, majd két évig újra WCF Championships, 1995 óta Ford World Curling Championship) később világbajnokságnak ismerte el a nemzetközi szövetség. Így a férfi csapatvilágbajnokságok listája 1979-cel kezdődik.
Az első férfi Európa-bajnokságot 1979-ben, a nőit 1975-ben rendezték meg, mindkettőt a franciaországi Megève-ben.
A Nemzetközi Curling Szövetséget (International Curling Federation) 1966-ban alapították meg. Amikor a sportág bekerült az olimpiai játékok programjába, a szövetség átalakult World Curling Federationné (WCF).
Magyarország első (két sheetes, két pályát magában foglaló) curlingcsarnokát Budapesten, a Kamaraerdőben nyitották meg, 2005-ben, az első, hivatalosan bejegyezett curling csapat pedig a Székesfehérvári Curling Klub volt. A tervek szerint 2021-ben adnak át egy új curling csarnokot Újpesten, ahol négy sheetes (négy pályát magában foglaló), kifejezetten a curling játékra tervezett jégcsarnok épül és a 2021/22-re tervezett Nemzeti Korcsolyázó Központban (NKK) is lesz majd curling pálya. A hazai curlingezés élharcosai között találjuk Béres Alexandra korábbi fitnesz-világbajnokot is. 1990-ben vett részt először magyar csapat curling Európa Bajnokságon, akkor a Székesfehérvári Curling Club játékosai vettek részt a kontinensbajnokságon.
Az első magyar curling csapatbajnokságra 2003-ban (megfelelő hazai pálya hiányában) az ausztriai Kitzbühelben került sor, amin két női, és négy férfi csapat vett részt. Az első magyar női és férfi csapatbajnokság nyertese mindkét versenyszámban a Wallis Sport Club volt. Az első Curling Magyar Kupát 2003 októberében szintén Kitzbühelben rendezte meg a Magyar Curling Szövetség, amelyen 12 csapat vett részt. A torna első győztese a Wallis SC férfi csapata lett. Az első, Magyarországon megrendezett országos női, férfi, és vegyes csapatbajnokságra 2005-ben került sor Kamaraerdőn. 2007-ben került sor az első vegyes páros magyar bajnokságra, amelyet a Szekeres Ildikó-Nagy György páros nyert meg.
A curlingsport magyar bajnokainak listáját a magyar szövetség honlapja foglalja össze.
A magyar curling sport eddigi legnagyobb sikerét Palancsa Dorottya és Kiss Zsolt érték el, akik 2013-ban és 2015-ben is megnyerték a vegyes páros világbajnokságot. Ugyanabban a számban a 2009-es világbajnokságon ezüstérmet szerzett Szekeres Ildikó és Nagy György párosa. Olimpián magyar curling játékos még nem vett részt.

## Egy rekord
A sportág egyik érdekes rekordját a német Andrea Schöpp tartja, aki pályafutása során 27 Európa-bajnokságon játszott és összesen 248 Eb-meccsen szerepelt, továbbá 19 női világbajnokságon játszott, ahol  201 találkozón szerepelt. Schöpp a sportág hétszeres Európa-bajnoka és kétszeres világbajnoka.